# Rod Serling
Rodman Edward "Rod" Serling, född 25 december 1924 i Syracuse i New York, död 28 juni 1975 i Rochester i New York, var en amerikansk manusförfattare, dramatiker och TV-producent. Han är främst känd som skapare av och värd för science fiction-TV-serien Twilight Zone (1959–1964).

## Filmografi (urval)
Som manusförfattare
- 1959–1964 – Twilight Zone (TV-serie) (156 avsnitt)
- 1964 – 7 dagar i maj
- 1968 – Apornas planet
- 1969–1973 – Night Gallery (TV-serie) (27 avsnitt)